# Matías Alemanno
Matías Alemanno (Córdoba, 5 dicembre 1991) è un rugbista a 15 argentino.

## Biografia
Cresciuto nel La Tablada di Córdoba, sua città natale, fece parte della selezione argentina U-20 che disputò i mondiali giovanili 2010 e 2011.
Ingaggiato nella squadra dei Pampas XV che disputò la Currie Cup in Sudafrica e successivamente la Pacific Cup, debuttò nell'Argentina maggiore durante il Sudamericano 2014 contro l'Uruguay.
Con l'Argentina prese parte alla Coppa del Mondo di rugby 2015 e, successivamente, entrò nella franchise neoistituita degli Jaguares, creata per partecipare al torneo SANZAR del Super Rugby.